# Iracema Portela
Iracema Maria Portella Nunes Nogueira Lima (Teresina, 23 de abril de 1966), é uma empresária, política e também professora filiada ao Progressistas (PP), formada no curso de Letras pela Universidade Estadual do Piauí.
Filha do ex-governador e ex-senador pelo estado do Piauí, Lucídio Portela e da ex-deputada constituinte Myriam Nogueira Portela Nunes. Foi casada com o senador Ciro Nogueira Lima Filho, mãe de três filhas: Cynthia Nogueira, Eliane Portela e Maria Eduarda Portela, e avó de duas netas, uma delas in memorian . Pelo lado paterno, é sobrinha de Eloi Portela Nunes Sobrinho e de Petrônio Portella, este último era tido como o sucessor de João Figueiredo na Presidência da República, mas morreu antes da abertura política. E de Flávio Portela Marcílio.
Foi eleita deputada federal pelo Partido Progressista pelo estado do Piauí com 91.352 votos, nas eleições 2010, sendo a terceira mulher piauiense a ocupar uma cadeira na Câmara Federal. Em 2014, foi reeleita para a 55.ª legislatura (2015-2019), com expressivos 121.121 votos, a terceira mais votada no Estado. Atualmente, é presidente Nacional do movimento Mulheres Progressistas, que vem desenvolvendo um importante trabalho de empoderamento feminino em todo o país. No Piauí, a coordenação estadual do Mulheres Progressistas realiza seminários nos municípios, discutindo temas como a violência contra a mulher e a participação da mulher na política.
Também é madrinha do Afro Progressistas, movimento do Progressistas que tem como bandeira a luta pelo fim do preconceito racial, religioso e de orientação sexual.  A boa relação de Iracema com a juventude aproximou a deputada do trabalho da Juventude Progressista no Piauí. O movimento tem realizado, com o apoio da parlamentar, palestras, seminários e encontros em dezenas de municípios, levando ao público mais jovem informação de qualidade sobre prevenção ao uso de álcool e drogas.
Apesar de ter se posicionado contra, em debates e entrevistas, Iracema votou a favor da admissibilidade do processo de impeachment de Dilma Rousseff, alegando respeito à orientação partidária. Já durante o Governo Michel Temer, votou a favor da PEC do Teto dos Gastos Públicos. Em abril de 2017, foi favorável à Reforma Trabalhista. Em agosto de 2017, votou contra o processo em que se pedia abertura de investigação do presidente Michel Temer, ajudando a arquivar a denúncia do Ministério Público Federal. Ela mencionou interesse em disputar o governo de seu estado, mas reafirmou seu apoio a Wellington Dias em 2018.

## Deputada Federal
Desde que assumiu seu mandato, tem atuado em Comissões de grande expressão nacional: Defesa do Consumidor, Direitos Humanos, Comissão Parlamentar de Inquérito – Turismo Sexual e Exploração Sexual de Crianças e Adolescentes, Comissão Especial da Primeira Infância, além da CPI de Violência contra a Mulher e Comissão Permanente de Seguridade Social e Família. Nesta nova legislatura (55ª), assumiu, além da Comissão de Defesa do Consumidor e Direitos Humanos, a titularidade da Comissão Permanente Mista de Combate à Violência contra a Mulher e da CPI da Violência contra Jovens Negros e Pobres.
Na Câmara dos Deputados, já apresentou mais de 40 Projetos de Lei, além de Requerimentos e Indicações ao Executivo. Tem atuado em importantes votações no plenário e nas comissões, além de fazer parte de diversas Frentes Parlamentares, como a de Apoio às Santas Casas de Misericórdia, Hospitais e Entidades Filantrópicas na Área da Saúde, Defesa dos Aposentados e Pensionistas, Defesa da Biblioteca Pública, Enfrentamento à AIDS, Defesa da Policia Rodoviária Federal, entre outras.  
Iracema tem presença ativa nos municípios piauienses, estreitando os laços com as prefeituras e lideranças locais. A deputada defende a educação e a formação técnico-profissional para a elevação da autoestima, para a afirmação da cidadania e para a redução dos patamares de exclusão social.

As políticas públicas de saneamento básico e abastecimento de água, assim como a convivência com a seca, recebem atenção especial de Iracema Portella. Investir nesses setores promove grandes saltos no bem-estar e melhoria da saúde. A parlamentar tem uma atuação importante junto ao Governo Federal, através dos Ministérios, para assegurar aos municípios piauienses mais saúde e qualidade de vida. 